# Jean Dormoy
Pour les articles homonymes, voir Dormoy.
Jean Dormoy, né le 25 septembre 1851 à Vierzon-Villages (Cher) et mort le 29 novembre 1898 à Amélie-les-Bains (Pyrénées-Orientales), est un homme politique socialiste français, figure du Parti ouvrier français (POF) de Jules Guesde, premier maire socialiste de Montluçon (Allier) et surnommé le "forgeron du 1er mai".

## Biographie
Né en 1851, Jean Dormoy sort de l'école primaire à l'âge de treize ans pour aller travailler aux usines de fer de Rozières (Cher). Très tôt déjà, il s'implique dans le mouvement socialiste pour, à partir de 1868, combattre le Second Empire. Lors de la fermeture des usines en 1875, il suit sa famille à Montluçon et va travailler avec son père exerçant le métier de couvreur. Par la suite, il devient, en 1879, marchand d'huile et continue à militer pour se faire élire maire de la ville. Dès sa création en 1882, il rejoint le Parti ouvrier français (POF) et devient un proche ami de Paul Lafargue et de Jules Guesde. Avec eux, il est condamné à six mois de prison à la prison Sainte-Pélagie (Paris) par les tribunaux de l'Allier, il use de son temps pour s'instruire et lire des livres d'économie et d'histoire. De retour à Montluçon, il reprend son militantisme et se fait élire au Conseil municipal en 1888 pour, par la suite, en août 1889, rentrer au Conseil d'arrondissement. Il est élu maire de Montluçon en mai 1892, poste qu'il occupe jusqu'à sa mort en 1898. Durant son mandat, on lui doit, en particulier, la réalisation de la Maison communale, lieu de mémoire du monde ouvrier de la ville.

### Le «forgeron du1erMai»
En 1888, lors du 3e congrès de la Fédération nationale des syndicats réuni au Bouscat, il est l'instigateur d'un projet visant à organiser une manifestation populaire dans le monde entier, projet porté ensuite devant la IIe Internationale socialiste par Raymond Lavigne. Depuis l'adoption de ce projet, Jean Dormoy est surnommé le « forgeron du 1er mai », journée qui sera fériée à partir de 1947.

### Famille
Jean Dormoy est l'époux de Marie-Louise Gavignon (1857-1925), avec qui il aura quatre enfants, dont seulement deux survivront :
- Jeanne Dormoy (1886-1975), directrice de la Maternité de Montluçon.
- Marx Dormoy (1888-1941), maire de Montluçon, ministre de l'intérieur du Front populaire ; il fait partie des 80 parlementaires ayant voté contre les pleins pouvoirs au maréchal Pétain.

Il est inhumé à Montluçon, ainsi que ses enfants Marx et Jeanne, au cimetière de l'Ouest, dans deux caveaux distincts.

## Hommages
Une place de Montluçon, au centre de laquelle se trouve l'église Saint-Paul et sur laquelle donne la Maison communale, porte son nom.